# Marek Rodák
Marek Rodák (* 13. Dezember 1996 in Košice) ist ein slowakischer Fußballtorwart, der in der englischen Premier League beim FC Fulham unter Vertrag steht. Er ist slowakischer Nationalspieler.

## Karriere

### Verein
Der in geborene Marek Rodák wurde in Košice geboren. Bereits sein gleichnamiger Vater Marek war Fußballtorwart und so begann auch er in der Jugend des MFK Košice im Tor zu spielen. Dort wurde er bereits als Jugendlicher entdeckt und im September 2012 absolvierte er erstmals ein Probetraining beim FC Fulham. Zur nächsten Saison 2013/14 schloss er sich mit 16 Jahren den Cottagers an, wo er der U18-Mannschaft zugewiesen wurde. In dieser Spielzeit spielte er auch erstmals für die U23 in der Premier League 2. In seinem zweiten Einsatz gegen die U23 von Aston Villa erzielte er in der 85. Spielminute mit einem weiten Abschlag das 5:3-Siegtor. In der folgenden Saison 2014/15 stand er regelmäßig für die U23 zwischen den Pfosten und wechselte am 8. Januar 2015 für zwei Monate zum Sechstligisten FC Farnborough, wo er fünf Ligaspiele absolvierte. Anschließend spielte er die Spielzeit bei der U23 zu Ende.
Diesen Status als Stammtorwart der Reserve behielt er auch in der folgenden Saison. Am 25. November 2015 unterzeichnete er einen neuen Dreijahresvertrag bei den Londonern. Am 15. Januar 2016 wechselte er für die verbleibende Spielzeit 2015/16 zum abstiegsbedrohten Fünftligisten Welling United. Sein Debüt bestritt er acht Tage später (30. Spieltag) bei der 1:2-Heimniederlage gegen den AFC Barrow. Bei den Wings etablierte er sich rasch als Stammkraft. Welling gewann jedoch nur eines der 17 Ligaspiele, in denen Rodák das Tor hütete und musste als Tabellenletzter den Abstieg in die sechstklassige National League South hinnehmen.
In der folgenden Spielzeit 2016/17 musste Rodák bei Fulhams U23 immer häufiger dem jüngeren Magnus Norman sowie Marcus Bettinelli und Jesse Joronen weichen und kam bis zum Jahreswechsel nur auf sechs Ligaeinsätze. Am 13. Januar 2017 wechselte er auf Leihbasis bis zum Ende der Saison 2016/17 zum Viertligisten Accrington Stanley. Am nächsten Tag (26. Spieltag) debütierte er bei der 0:3-Auswärtsniederlage gegen Cheltenham Town in einer professionellen Spielklasse der English Football League. Von Cheftrainer John Coleman wurde er in der Folge stets eingesetzt und verließ Accy zu Saisonende nach 20 Ligaeinsätzen.
Nachdem er beim FC Fulham weiterhin keine Chance auf Einsatzzeit in der ersten Mannschaft hatte, wechselte er am 30. August 2017 für die gesamte Spielzeit 2017/18 zum Drittligisten Rotherham United. Am 9. September 2017 (6. Spieltag) debütierte er beim 3:2-Heimsieg gegen den FC Bury im Trikot der Millers. Er setzte sich auch in der League One rasch als Stammtorhüter durch und erreichte mit Rotherham als Tabellenvierter die Aufstiegs-Play-offs. Im Halbfinale bezwang man Scunthorpe United in zwei Spielen und im Endspiel im Wembley besiegte man Shrewsbury Town nach Verlängerung mit 2:1. Insgesamt absolvierte er in dieser Spielzeit 38 Ligaspiele. Am 25. Juli 2018 wechselte Rodák erneut für ein Jahr auf Leihbasis zu Rotherham United. In dieser Saison 2018/19 bestritt er 45 Ligaspiele, musste mit dem Verein aber den Wiederabstieg hinnehmen.
Zur nächsten Spielzeit 2019/20 kehrte Rodák abermals zum FC Fulham zurück, wo er nach einigen Leihen den Platz auf der Bank hinter der Nummer eins Marcus Bettinelli einnahm. Sein Debüt für die Cottagers bestritt er am 27. August 2019 bei der 0:1-Heimniederlage gegen den FC Southampton. Am 23. Oktober 2019 (13. Spieltag) ersetzte er erstmals den zuvor in Kritik geratenen Bettinelli in der Liga, als er beim 3:2-Heimsieg gegen Luton Town in der Startformation stand. Drei Tage später startete er beim 0:0-Unentschieden gegen den FC Middlesbrough erneut, flog aber nach einem Handspiel außerhalb des Sechzehners bereits nach 17 gespielten Minuten vom Platz. Trotz dieses Rückschlags, lief er Bettinelli in der Folge den Rang als Stammtorhüter ab. Für seine Leistungen in seinen ersten Ligaspielen wurde er regelmäßig gelobt. Am 15. Mai 2020 unterzeichnete er einen neuen Vierjahresvertrag.

### Nationalmannschaft
Zwischen August 2014 und März 2015 bestritt Marek Rodák acht Länderspiele für die slowakische U19-Nationalmannschaft. Im September 2015 war er mit 18 Jahren erstmals für die U21 im Einsatz, war aber über zwei Jahre lang hinter Adrián Chovan nur Ersatztorhüter. Im September 2017 stieg er zur Nummer eins auf. Am 11. September 2018 erzielte er im Qualifikationsspiel zur U21-Europameisterschaft 2019 gegen Island in der 94. Spielminute per Kopf das Tor zum 3:2-Sieg. Bis Oktober 2018 kam er in 14 Länderspielen für die U21 zum Einsatz.
Im Oktober 2020 debütierte er im A-Nationalteam. Mit diesem nimmt er im Sommer 2021 auch an der EM teil. Zur Fußball-Europameisterschaft 2021 wurde er in den slowakischen Kader berufen, kam aber mit diesem nicht über die Gruppenphase hinaus.

## Erfolge
Rotherham United
- Aufstieg in die EFL Championship: 2017/18